# InfoCuria
InfoCuria ist ein Rechtsinformationssystem des Gerichtshofs der Europäischen Union.

## Inhalte
Das Rechtsinformationssystem InfoCuria beinhaltet die Rechtsprechung des Europäischen Gerichtshofs und der anderen beiden Gemeinschaftsgerichte. Sie bietet u. a. folgende Inhalte: Urteile, Gutachten, Schlussanträge und Beschlüsse der Gemeinschaftsgerichte im Volltext seit 1997.
Die Besonderheiten sind, dass die Inhalte tagesaktuell sind und die Inhalte der amtlichen Sammlungen in vielen Amtssprachen der Europäischen Union vorhanden sind.
InfoCuria bietet zudem eine eigene Bibliothek mit begleitender Literatur an. Dessen Katalog ist auch online einsehbar.

## Suchmöglichkeiten
In InfoCuria sind Gerichtsdokumente im Volltext seit 17. Juni 1997 verzeichnet. Die Datenbank bietet die Möglichkeit nach verschiedenen Suchkriterien zu recherchieren:
- Aktenzeichen
- Datum (von – bis)
- Parteien
- Sachgebiet
- Suchbegriffe (Volltext)

Der Nutzer kann die Suche einschränken, und zwar durch das Suchfeld Umfang einschränken. Außerdem kann der Nutzer die zu durchsuchenden Gerichte (Alle – Gerichtshof – Gericht – Gericht für den öffentlichen Dienst) wählen. In der amtlichen Sammlung veröffentlichter Dokumente kann der Nutzer wählen zwischen: Urteilen, Beschlüssen, Schlussanträgen, Gutachten, Leitsätzen und Informationen. Bei dem Suchfeld „nicht in der amtlichen Sammlung veröffentlichte Dokumente“ gibt es die Wahl zwischen: Urteilen und Beschlüssen. Das letzte Suchfeld zum Einschränken der Suche ist das Feld „Im Amtsblatt veröffentlichte Mitteilungen“. Auch hier hat man die Wahl zwischen: anhängige Rechtssachen und erledigte Rechtssachen.

### Suchoperatoren
Mit dem Prozentzeichen (%) können ein oder mehrere Zeichen am Anfang, in der Mitte oder am Ende eines Worts maskiert werden.
Beispiel: %dump% ergibt Dokumente, die die Wörter dumping oder antidumping enthalten.
Bei Angabe mehrerer Wörter werden Dokumente gesucht, die alle angegebenen Wörter enthalten.
Ein in Anführungszeichen (") gesetzter Ausdruck wird exakt gesucht.
Beispiel: "ordre juridique interne"

### Aktenzeichen
Dieses Eingabefeld dient zur Suche einer Rechtssache nach ihrem Aktenzeichen.

#### Beispiele
1.
- C-408/01 (Rechtssache Nr. 408 aus 2001 beim Gerichtshof)
- T-122/99 (Rechtssache Nr. 122 aus 1999 beim Gericht erster Instanz)
- F-16/05 (Rechtssache Nr. 16 aus 2005 beim Gericht für den öffentlichen Dienst)

Gesucht werden kann auch mit einem Teil des Aktenzeichens.
2.
- 122/05 (die Rechtssachen mit der Nr. 122 aus 2005 bei einem der drei Gemeinschaftsgerichte)
- 122/ (die Rechtssachen mit der Nr. 122 aus irgendeinem Jahr bei einem der drei Gemeinschaftsgerichte)
- /05 (alle Rechtssachen aus 2005 bei einem der drei Gemeinschaftsgerichte)